# Die Presse
Die Presse è un quotidiano austriaco in lingua tedesca con sede a Vienna, in Austria.

## Storia
Die Presse fu stampato per la prima volta il 3 luglio 1848 come un giornale liberale borghese nel significato delle rivoluzioni del 1848 dall'imprenditore August Zang. Il suo staff si separò nel 1864 sotto la guida di Max Friedländer, Michael Etienne e Adolf Werthner per formare la Neue Freie Presse, che in seguito fu arianizzata dai nazisti nel 1938 e chiusa definitivamente nel 1939. Nel 1946, dopo la Seconda Guerra Mondiale, il combattente della resistenza Ernst Molden, che era stato vicedirettore della Neue Freie Presse dal 1921 al 1939, ristabilì il giornale come Die Presse.
La "Presse" aveva lottato per la sopravvivenza finanziaria per lungo tempo, finché negli anni sessanta la Camera di commercio austriaca divenne il principale azionista. Dal 1999 è proprietà della Styria Medien AG,un gruppo di media conservatori-liberali fondato dalla Chiesa cattolica. Il suo editore è Die Presse Verlag GmbH.

## Linea editoriale
Il quotidiano copre argomenti di notizie generali. È spesso citato dai media internazionali sulle notizie dall'Austria. Dal marzo 2009 gestisce anche un settimanale con il nome "Die Presse am Sonntag".  Il quotidiano copre le notizie scientifiche per mezza pagina ogni giorno. 

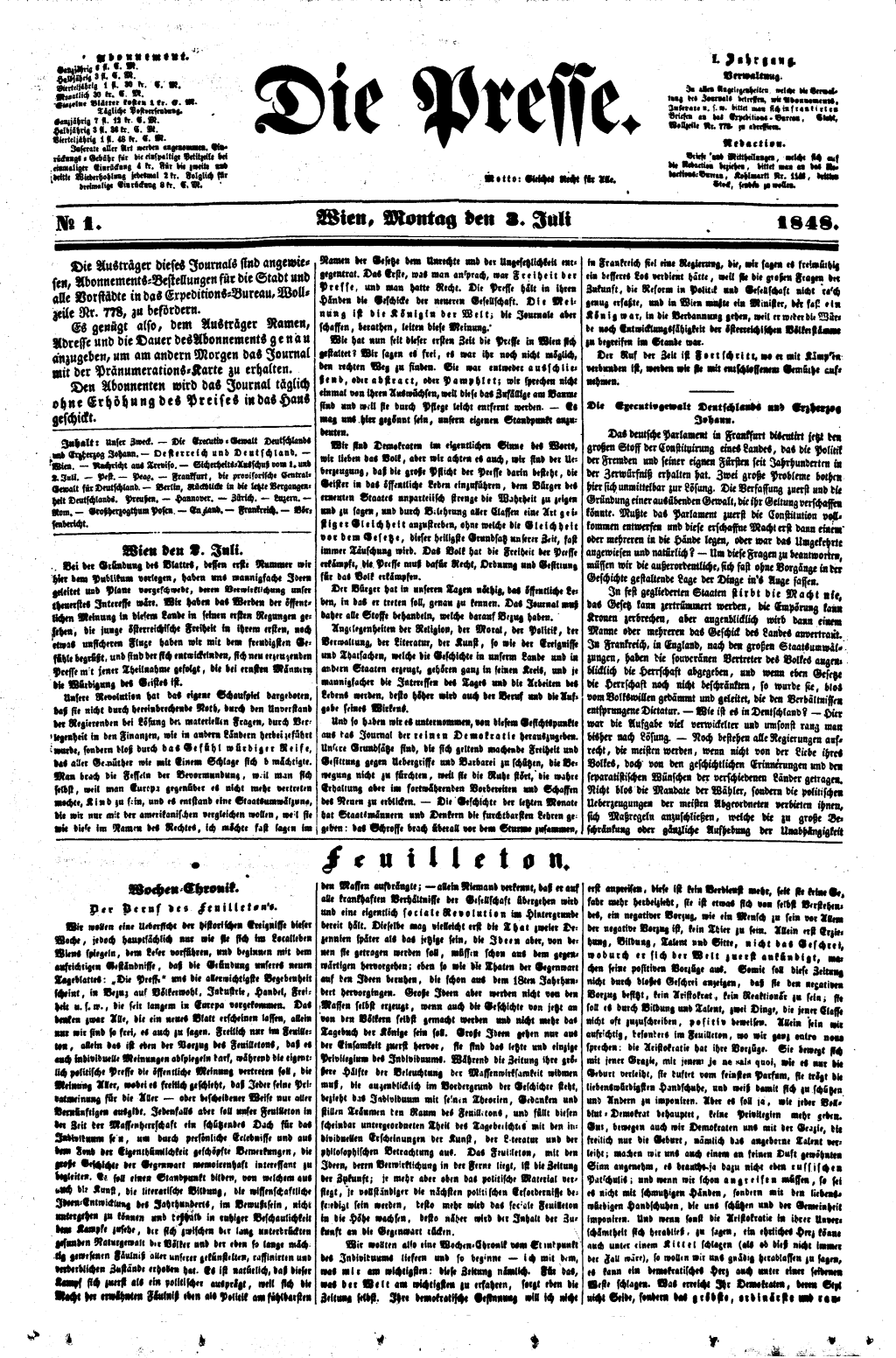
Prima pagina del primo numero del Die Presse, pubblicato il 3 luglio 1848

La posizione politica del "Die Presse" può essere descritta come liberale classica, con una forte enfasi sull'economia di libero mercato e sul piccolo governo, che tradizionalmente si oppone alla grande coalizione austriaca e alle sue tendenze neocorporative. È quindi in contrasto con altri giornali austriaci di qualità, tra cui il più conservatore Wiener Zeitung e quello di sinistra Der Standard. L'accento è posto sulle rivoluzioni del 1848 come l'inizio della sua tradizione di giornale liberale, citandolo nel suo slogan "Libero dal 1848". Nonostante il suo orientamento liberale sul libero mercato, Karl Marx e Friedrich Engels scrissero una serie di articoli sulla guerra civile americana per Die Presse nei primi anni del 1860, che furono successivamente raccolti nel libro The Civil War negli Stati Uniti.
Nel 2007 il redattore capo di Die Presse era Michael Fleischhacker, nominato nel 2004. L'anno dopo, il giornale venne nominato per miglior team editoriale in Austria.

## Tiratura
Nel 2002, Die Presse era uno dei quattro quotidiani maggiori per distribuzione nazionale insieme a Der Standard, Salzburger Nachrichten e Wiener Zeitung. Lo stesso anno la sua tiratura è stata di 120 000 copie. Nel 2004 il giornale ha avuto una tiratura di 115 000 copie. La sua diffusione è stata di 80 000 copie nel 2013.

## Controversie
Nel 2009, alcuni servizi giornalistici hanno sostenuto che il redattore di lunga data di "Presse", Otto Schulmeister, aveva lavorato per la CIA negli anni sessanta e settanta.